# Elena Levashina
Elena Levashina est une généticienne et directrice de recherche russe travaillant pour l'Inserm, chef d’équipe dans l’unité de recherche Réponse immunitaire et développement chez les insectes, au sein de l’IBMC. Elle est récipiendaire du prix Recherche de l'Inserm.

## Biographie
Levashina est née le 29 mars 1965 à Léningrad, en Union soviétique. En 1982, elle obtient son diplôme soviétique équivalent du baccalauréat français.
Puis, elle échoue à entrer à la faculté de sciences mais elle va suivre un cursus universitaire de biologie en cours du soir. En parallèle, elle travaille en tant que technicienne dans un laboratoire de génétique. Elle en dira : « Une chance, finalement : j’étais technicienne dans un labo du département de génétique, le jour, et être à la fois dans la faculté et dans un labo m’a rendu les choses plus faciles ! Je me suis spécialisée en troisième année dans la génétique des plantes ! »
En 1988, elle obtient l’équivalent du DEA français et prépare un doctorat en préparant une thèse sur la culture du tabac in vitro. En 1991, elle obtient une bourse de l'UNESCO et part faire un post-doctorat en France, à Institut de biologie moléculaire et cellulaire de Montpellier où elle travaille toujours actuellement. En 1995, elle décide d'émigrer définitivement en France et prend des cours de français à l'université populaire européenne.

## Distinctions et récompenses
- Prix de la Fondation Schlumberger pour l'éducation et la recherche (2004)
- Prix Recherche de l'Inserm (2008)
- Prix Jaffé de l'Institut de France (2011)